# خوسيه أفيلا
خوسيه أفيلا (بالإسبانية: José Ávila) (1 مايو 1998 في المكسيك - ) هو لاعب كرة قدم مكسيكي في مركز الوسط. لعب مع نادي أطلس.

## وصلات خارجية
- خوسيه أفيلا على موقع قاعدة بيانات كرة القدم.إي يو (الإنجليزية)
- خوسيه أفيلا على موقع Soccerway.com (الإنجليزية)